# أبراهام لنكولن: صياد مصاص الدماء
أبراهام لنكولن: صياد مصاص الدماء (بالإنجليزية: Abraham Lincoln: Vampire Hunter)‏ هو فيلم رعب أُصدر في الولايات المتحدة سنة 2012. الفيلم من إخراج تيمور بيكمامبيتوف.

## طاقم التمثيل
- دومينيك كوبر
- انتوني ماكي
- ماري إليزابيث وينستد

## القصة
تقتل والدة الرئيس «لنكولن» من قبل مصاص دماء، الأمر الذي يؤجج عاطفته لسحق مصاصي الدماء وأعوانهم.

## ملخص فيلم صياد مصاص الدماء

### بداية الفيلم
بداية أحداث فيلم صياد مصاص الدماء لإبراهام لنكولن كانت عام 1818، حيث وقع معه حادث أليم غير مجريات حياته من شاب يعيش حياة طبيعية إلى شخص هدفه في الحياة هو الانتقام، فوالده كان يعمل في مزرعة يمتلكها جاك بارتس (مارتون سوكاس). حيث كان جاك بارتس يتاجر في الرقيق، وبينما تعرض صديق إبراهام وهو جونسون الأسود للضرب لم يستطع صديقه تمالك نفسه وهب مسرعًا للدفاع عنه، وكانت النتيجة أن طرد والده من العمل.
وما زاد عليه صعوبة تعرض والدته للقتل من خلال جاك بارتس حسبما قال له والده، وهو من سنكتشف لاحقًا أنه ليس بالشخص العادي الذي من السهل الانتقام منه، إلى أن تمر السنوات ويصبح إبراهام شابًا في مقتبل العمر (بنيامين ولكير) يرغب في الانتقام لوالديه.

### انتقام (بنيامين ولكير)
وقبل أن يقدم على مهمته يلتقي بالصدفة في إحدى الحانات بهنري (دومينيك كوبر)، والذي يكتشف بذكائه نيه القتل لدى بنيامين، وحينما تقابل بنيامين مع بارتس أطلق عليه رصاصه في رأسه، ولكنه لم يمت بل هجم عليه ولكن قام هنري بإنقاذه. ثم أوضح هنري الحقيقة لبنيامين وهي أن بارتس يشكل أحد أخطر مصاصي الدماء والذي يجوب ويحول حول الولايات المتحدة الأمريكية، وليس من السهل القضاء عليه ولن تجدى معه الرصاصات نفعًا. وقد وعده هنري بأن يعلمه الطريقة التي يتمكن بها من القضاء على مصاصي الدماء، وكيف يعرف نقاط ضعفهم، وبعدما تدرب جيدًا أصبح بنيامين قادرًا وجاهزًا على المواجهة.

### مواجهة مصاصي الدماء
يستكمل فيلم صياد مصاصي الدماء أحداثه في سبرينغفيلد، فكان بنيامين يعمل في بقالة هناك إلى جانب قيامه بدراسة الحقوق. ومن وقت لآخر يقوم بتلقي رسائل من صديقه هنري ليخبره بأماكن وأسماء مصاصي الدماء ويقوم هو باصطيادهم.
وخلال تلك الفترة تعرف على ماري تود، ولكن علاقته بها كانت مرتبكة بعض الشيء، ويرجع السبب إلى ذلك تعليمات صديقه هنري الذي أوصاه بعدم الاختلاط بأحد أو تكوين أسرة. وأصبحت المهام تتوالى على بنيامين إلى أن وصل للحظة التي كان يحلم بها وهي قتل بارتس، وتم التجسيد في مشهد مطاردة مشوق وأكثر من رائع.

### صياد مصاصي الدماء يغير حياته
ومن ثم قرر بنيامين التوقف عن قتل مصاصي الدماء، وتزوج من ماري تود وأصبح رئيس للولايات المتحدة الأمريكية. ومرت الأعوام ولكن يظل هو هدف مصاصي الدماء فهم يرغبون من الانتقام منه، ولكن الانتقام لم يكن منه بل من طفله. وهنا هنري يتدخل وينصحه بأن يسمح لهم بأن يتاجروا بالعبيد في الجنوب، لأنها هي الطريقة الوحيدة التي ستبعدهم عنه ولكن بنيامين يرفض، ويتخذ قراره باستكمال محاربته لمصاصي الدماء لكي يخلص الدولة منهم لحماية جميع المواطنين.

## الميزانية والإيرادات
بلغت تكلفة إنتاج الفيلم حوالي 69 مليون دولار بينما حقق أرباحا تقدر بـ 116,471,580 دولار.

## وصلات خارجية
- ابراهام لنكولن: صياد مصاص الدماء على موقع IMDb (الإنجليزية)
- ابراهام لنكولن: صياد مصاص الدماء على موقع ميتاكريتيك (الإنجليزية)
- ابراهام لنكولن: صياد مصاص الدماء على موقع روتن توميتوز (الإنجليزية)
- ابراهام لنكولن: صياد مصاص الدماء على موقع قاعدة بيانات الأفلام العربية
- ابراهام لنكولن: صياد مصاص الدماء على موقع ألو سيني (الفرنسية)
- ابراهام لنكولن: صياد مصاص الدماء على موقع Turner Classic Movies (الإنجليزية)
- ابراهام لنكولن: صياد مصاص الدماء على موقع أول موفي (الإنجليزية)
- ابراهام لنكولن: صياد مصاص الدماء على موقع بوكس أوفيس موجو (الإنجليزية)
- ابراهام لنكولن: صياد مصاص الدماء على موقع فيلمافينيتي (الإسبانية)
- ابراهام لنكولن: صياد مصاص الدماء على موقع قاعدة بيانات الأفلام السويدية (السويدية)